# Питра, Адольф Самойлович
Адо́льф Само́йлович Питра (1830—1889) — русский учёный-ботаник, заслуженный профессор , декан физико-математического факультета и ректор Императорского Харьковского университета.

## Биография
Родился в Харькове в семье обер-офицера. После окончания гимназии (1849) поступил на естественное отделение физико-математического факультета Харьковского университета, который окончил со степенью кандидата естественных наук (1853). Внештатный помощник библиотекаря Харьковского университета (1854—1856). Штатный помощник библиотекаря университета (1856—1860). Защитил диссертацию на соискание степени магистра ботаники (1858). Утвержден в звании адъюнкта (1861). Защитил докторскую диссертацию «О тканях растений, служащих проводниками образовательных соков» (1862). Ординарный профессор ботаники (1864). Заслуженный профессор (1885).
Читал курс анатомии и морфологии, а в последние годы — анатомию и физиологию растений. Декан физико-математического факультета (1870—1873). С августа 1871 года по ноябрь 1873 года исполнял обязанности заместителя ректора. Ректор Харьковского университета (1873—1881). В 1873—1875 годах был товарищем председателя Общества испытателей природы при Харьковском университете, несколько лет был директором университетского ботанического сада.
Награждён орденом Святой Анны II степени, украшенного императорской короной; орденом Святого Владимира III степени.
В честь А. С. Питра назван род растений Pitraea Turcz. (1862).

## Источник
- Питра Адольф Самойлович на сайте Харьковский национальный университет имени В. Н. Каразина Архивная копия от 20 ноября 2016 на Wayback Machine
- Биографии ректоров Харьковского университета Архивная копия от 16 ноября 2016 на Wayback Machine